# Abdollah Hedayat
Abdollah Hedayat (1899-1968) fue un oficial del ejército que se desempeñó como jefe de personal general en el Ejército Imperial de Irán.

## Temprana edad y educación
Hedayat nació en 1899 y era hijo de Gholam Reza Hedayat, también conocido como Mokhber Al Dawlah. Se graduó de la Escuela Nizam de Mushir Al Dawlah y estudió ciencias militares en Francia y recibió un título de la Universidad de Guerra.

## Carrera profesional
Después de graduarse, Hedayat se unió al Ejército Imperial y también enseñó en la Universidad de Guerra de Teherán. Del 26 de junio de 1950 al 11 de marzo de 1951 se desempeñó como ministro de guerra en el gabinete del primer ministro Haj Ali Razmara. El 7 de septiembre de 1953 fue nombrado ministro de defensa nacional del gabinete dirigido por el primer ministro Fazlollah Zahedi. En 1955, Hedayat fue nombrado jefe del estado mayor del comandante supremo y se convirtió en el primer oficial militar en ostentar este título. Ocupó el cargo con rango de ministro del gabinete y fue ministro de guerra desde el 1 de abril de 1955 en el gabinete dirigido por el primer ministro Hossein Ala'. Su grado militar era general. El mandato de Hedayat terminó en 1961 y fue reemplazado por Abdol Hossein Hejazi en el cargo.

### Arrestar
Hedayat y otros dos generales fueron arrestados en noviembre de 1962 debido a acusaciones de corrupción en una campaña anticorrupción iniciada por el primer ministro Ali Amini. Fue el Shah quien aconsejó a Ali Amini que los arrestara. Hedayat fue llevado a la prisión de Qasr y juzgado entre marzo y noviembre de 1963. Fue sentenciado a dos años de prisión además del pago de una multa de casi $16,000.

## Vida personal y muerte.
Abdollah Hedayat estaba casado con la hermana de Sadegh Hedayat. Murió en 1968.

### Honores
Hedayat recibió la Legión al Mérito de los EE. UU. por sus acciones durante la Segunda Guerra Mundial en el ejército imperial iraní, que se le otorgó en septiembre de 1955.